# Rio Cetăţuia (Crasna)
O Rio Cetăţuia é um rio da Romênia, afluente do Crasna, localizado no distrito de Iaşi.